# Haageocereus albispinus
Haageocereus albispinus là một loài thực vật có hoa trong họ Cactaceae. Loài này được (Akers) Rauh & Backeb. mô tả khoa học đầu tiên năm 1958.